# ميتش نيكولس
ميتش نيكولس (بالإنجليزية: Mitch Nichols) مواليد 1 مايو 1989 في كوينزلاند، أستراليا، هو لاعب كرة قدم أسترالي يلعب مع نادي وسترن سيدني واندررز لكرة القدم كلاعب وسط.

## المسيرة الاحترافية

### أندية لعب لها
- بريزبان رور
- نادي ملبورن فيكتوري لكرة القدم
- سيريزو أوساكا
- نادي وسترن سيدني واندررز لكرة القدم

## روابط خارجية
- ميتش نيكولس على موقع الاتحاد الدولي (مؤرشف)  (الإنجليزية)
- ميتش نيكولس على موقع رابطة كرة القدم اليابانية للمحترفين (اليابانية)
- ميتش نيكولس على موقع قاعدة بيانات كرة القدم.إي يو (الإنجليزية)
- ميتش نيكولس على موقع ناشيونال فوتبول تيمز (الإنجليزية)
- ميتش نيكولس على موقع Soccerway.com (الإنجليزية)
- ميتش نيكولس على موقع عالم كرة القدم.نت (الإنجليزية)